# هلموت جان (بازیکن فوتبال)
هلموت جان (انگلیسی: Helmut Jahn; ۲۲ اکتبر ۱۹۱۷ – ۱۸ مارس ۱۹۸۶) بازیکن فوتبال اهل آلمان بود که به عنوان دروازه‌بان بازی می‌کرد.
از باشگاه‌هایی که در آن بازی کرده‌است می‌توان به باشگاه فوتبال سن پائولی و باشگاه فوتبال اشتوتگارت اشاره کرد.
وی همچنین در تیم ملی فوتبال آلمان بازی کرده‌است.